# Ordre de la Sincerité

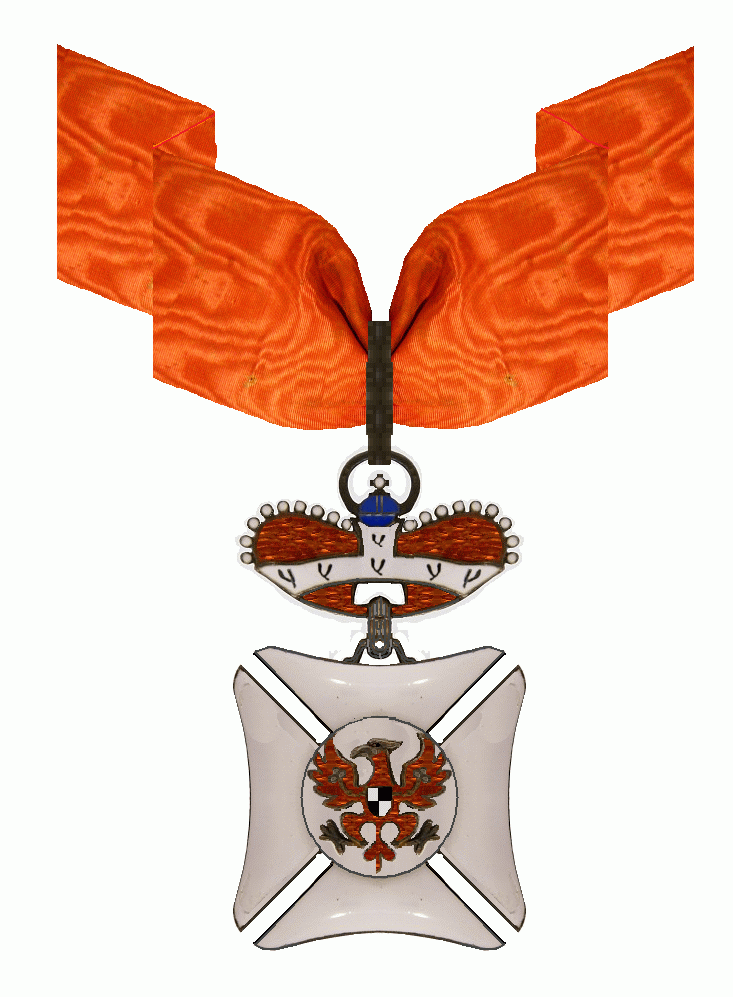
Order Szczerości

Order de la Sincérité (Order Szczerości) – odznaczenie nadawane przez frankońską gałąź pruskich Hohenzollernów, panującą w Bayreuth, nadawane w latach 1705-1791, po czym wcielone do systemu odznaczeń pruskich jako Order Orła Czerwonego.

## Historia
Order został ustanowiony w 1705 przez następcę tronu państewka Bayreuth w dzisiejszej Bawarii, we Frankonii, należącego do młodszej gałęzi brandenbursko-pruskich Hohenzollernów, margrabiego Jerzego Wilhelma (1678-1726), brata królowej polskiej Krystyny Eberhardyny, dla uczczenia pamięci matki Zofii Luizy Wirtemberskiej, drugiej żony margrabiego Chrystiana Ernesta, który właśnie ku rozgoryczeniu dzieci zawarł mimo podeszłego wieku trzecie małżeństwo, co się wiązało z oprawą wdowią dla nowej margrabiny, a więc uszczupleniem spadku. Rozzłoszczony tym postępkiem syna stary margrabia czym prędzej odnowił ustanowiony przez siebie już w 1659, ale zapomniany Ordre de la Concorde – Order Zgody, tak że małe państewko Bayreuth miało przez jakiś czas dwa konkurujące ordery dworskie. Po objęciu tronu w 1712 przez Jerzego Wilhelma Sincérité został ogłoszony głównym orderem domowym Hohenzollernów z Bayreuth i Ansbach. Następca Jerzy Fryderyk Karol (1726-1735) zmienił nazwę odznaczenia na "Orden von Baireuth". Ostatni z frankońskich Hohenzollernów, margrabia Chrystian Karol Aleksander von Brandenburg-Bayreuth, abdykował w 1791 i przekazał swe państwo pruskim Hohenzollernom., którzy wcielili order do systemu swych odznaczeń, nadając mu miano: Order Orła Czerwonego.

## Insygnia
Insygnia jednoklasowego orderu to oznaka i gwiazda. Oznaką był emaliowany na biało krzyż kawalerski, z ornamentami pomiędzy ramionami, z wyobrażeniem brandenburskiego czerwonego orła w medalionie środkowym awersu, otoczonego dewizą orderu: "Toujours le même" (Zawsze taki sam). Na rewersie znajdował się monogram założyciela: "GW". Gwiazda orderowa była srebrna z czterema pękami promieni i nosiła na sobie oznakę awersu, otoczoną wieńcem laurowym i dewizą orderową na czerwonym tle. Order noszono na szyi na czerwonej wstędze z obustronnymi złotymi bordiurami.